# Leszek Dziarek
Leszek Feliks Dziarek (ur. 18 maja 1957 w Sandomierzu) – polski perkusista, kompozytor, wokalista, autor tekstów i aranżer.

## Życiorys
Muzyk współpracujący z wieloma znanymi artystami z kręgu polskiej muzyki popularnej, rockowej i jazzowej, m.in. Holy Dogs, Stan d’Art, Muniek Staszczyk, Dogz, Katarzyna Gärtner, KSU, K.A.S.A., Wojciech Waglewski, Włodzimierz Kiniorski, One Million Bulgarians, Jacek Kochan, Wańka Wstańka, RSC, Zbigniew Jakubek, Die Sicherheit, Henryk Gembalski, Corruption, Andrzej Rusek, Andrzej Chochół, Mateusz Pospieszalski, Paweł Mąciwoda, Janusz Iwański, Histeryk Flip, Andrzej Przybielski, Konrad Materna, Jarosław Piątkowski, Dowód Tożsamości, Wojciech Tramowski, Marian Zych, Krzysztof Głuch, Maciej Strzelczyk, The End, Aleksander Korecki, Jarosław Kidawa, Paweł Gawlik, Lost Way, Małgorzata Ostrowska, Andrzej Grabowski.

## Dyskografia
- Deuter – 1987 (1987, Polskie Nagrania „Muza”)[1]
- Stan d’Art – Undergrajdoł (1987, Polskie Nagrania Muza)
- One Million Bulgarians – Blues? (1990, Polskie Nagrania Muza)[2]
- The End – The End (1993, Wifon)
- KSU – Bez prądu (1995, Melissa)
- Dogz – Dogz (BMG Ariola Poland)[3]
- KSU – 21 utworów na 21-lecie (1999, Agencja Radio Bieszczady)[4]
- KSU – Ludzie bez twarzy (2002, Melissa)
- KSU – XXX-lecie, Akustycznie (2008, Mystic Production)[5]
- KSU – Dwa narody (2014, Mystic Production)[6]
- KSU – Akustycznie – Epilog (2021, Mystic Production)[7]
- KSU – 44 (2023, Mystic Production)[8]
- RSC – Cienie 1987 (2025, Gad Records)[9]

## Osiągnięcia
- „DNI KOMEDY '85” – Główna nagroda Jury (z zespołem Stan d’Art)[10]
- Międzynarodowy Konkurs Jazzu Nowoczesnego „Jaz nad Odrą '86” – Grand Prix (z zespołem Stan d’Art)[11][12]
- „JAROCIN '91” Festiwal Muzyków Rockowych – Główna nagroda Jury (z zespołem Holy Dogs)[12][13]
- „JAZZ – TOP ’86” Doroczna Ankieta „Jazz Forum” magazynu Międzynarodowej Federacji Jazzowej w kategorii „Perkusista roku” – znalazł się wśród dziesięciu najlepszych perkusistów w kraju
- „Magazyn Perkusista” 1/2017 – znalazł się w zestawieniu „101 najważniejszych polskich bębniarzy wszech czasów”[14]